# Simón I. Patiño
Simón Ituri Patiño (* 1. Juni/2. Juni 1860/1862 in Santiváñez; † 20. April 1947 in Buenos Aires) war ein bolivianischer „Zinn-Baron“ und galt als einer der reichsten Männer seiner Zeit. Zusammen mit Moritz Hochschild und Carlos Victor Aramayo gehörte er der Dreiergruppe der mächtigsten bolivianischen Bergbauunternehmer an, die als Rosca bezeichnet wurde. 

## Leben
Aufgewachsen in ärmlichen Verhältnissen, startete der Mestize Simón Patiño als Lehrling im Bergbau. Später war er Angestellter eines kleinen Handels für Bergbauausrüstung. Ein Kunde hatte kein Geld, um zu bezahlen, und bot ihm eine Besitzurkunde über eine Mine an. Aus Mitleid nahm er an, zum Missfallen seines Chefs, der ihm kündigte. Die zuerst wertlos erscheinende Mine entpuppte sich als „Goldgrube“, da Patiño eine Zinnerz-Ader entdeckte. Mit großem Geschick baute er daraufhin zügig das Geschäft aus. 1889 heiratete er Albina Rodríguez Ocampo (1873–1953).
Patiño betrieb eine vertikale wirtschaftliche Integration der Zinn-Industrie. 1919 erlangte er die Kontrolle über die Firma William, Harvey & Co., Ltd. in Liverpool. 1924 besaß er 50 Prozent der nationalen Produktion und kontrollierte die europäische Verarbeitung bolivianischen Zinns, dessen große Vorkommen seit 1899 ausgebeutet wurden. Am 5. Juni 1924 gründete er mit britischem Kapital die Patiño Mines & Enterprises Consolidated Inc. mit Geschäftssitz in Delaware. Mit dieser erwarb er 1929 Williams Harvey & Co. 1934 erlangte er die Kontrolle über die Consolidated Tin Smelters Limited, welche aus der Fusion von Williams Harvey, Cornish Tin Smelting mit Eastern Smelting entstanden war und 40 Prozent des Zinns produzierte. Er kontrollierte schließlich acht Zinnproduktionsorte. Während andere „Zinn-Barone“ wie Carlos Victor Aramayo und Mauricio Hochschild die meiste Zeit in Bolivien verbrachten, lebte Patiño überwiegend in Europa.
Von 1926 bis 1947 war er bolivianischer Gesandter in Paris und vom 6. bis zum 15. Juli 1938 Delegierter der Regierung von Germán Busch Becerra bei der Konferenz von Évian. Nach seinem Tod wurden während der bolivianischen Revolution von 1952 große Teile seines Vermögens verstaatlicht.
Patiño hatte die Kinder Graziella, Elena, Luzmilla (verheiratete du Boisrouvray), René und Antenor Patiño Rodríguez. Die Nachfahrin Albina du Boisrouvray gründete die Association François-Xavier Bagnoud (FXB International). Seinen im Stil des Eklektizismus erbauten Alterssitz, den Palacio Portales, hat er aus gesundheitlichen Gründen nie bezogen. Die prächtige Villa in Cochabamba kann noch heute besichtigt werden.